# Vyacheslav Checher
Vyacheslav Checher est un footballeur ukrainien, né le 15 décembre 1980 à Mykolaïv. Il évolue au poste de défenseur central.

## Palmarès
Vierge